# طعم إسوي
الطُعُم الإِسْوِيّ أو الطُعُم المُشَابِه أو الطُعُم المِثْليّ (بالإنجليزية: Isograft)‏ هو عبارة عن طعم من الأنسجة بين شخصين متطابقين وراثياً (أي توائم أحادية الزيجوت). رفض الزرع بين هذين الشخصين لا يحدث أبدًا، مما يجعل التماثل متساوي بشكل خاص مع عمليات زرع الأعضاء ؛ المرضى الذين يعانون من أعضاء من التوائم المتطابقة هم من المرجح بشكل لا يصدق أن يستقبلوا الأعضاء بشكل إيجابي والبقاء على قيد الحياة. التوائم أحادية الزيوت لها نفس معقد التوافق النسيجي الكبير، مما يؤدي إلى انخفاض حالات رفض الأنسجة من قبل الجهاز المناعي التكيفي. علاوة على ذلك، لا يوجد أي داء الطعم حيال الثوي.
في عام 1993، أوضحت مقالة بحثية أنه يتم زرع خلايا الجزر الصغيرة في الفئران الشابة المصابة بمرض السكري، وقد نجت الفئران من حوالي 22 يومًا على الأقل بعد الزرع.